# (214953) Giugavazzi
(214953) Giugavazzi est un astéroïde de la ceinture principale.

## Description
(214953) Giugavazzi est un astéroïde de la ceinture principale. Il fut découvert le 29 novembre 2007 à San Marcello Pistoiese par Luciano Tesi et Giancarlo Fagioli. Il présente une orbite caractérisée par un demi-grand axe de 2,28 UA, une excentricité de 0,08 et une inclinaison de 7,6° par rapport à l'écliptique.

## Compléments